# Савой (Лондон)
Савой (англ. Savoy) ― роскошный отель, расположенный на Стрэнде в районе Вестминстер в центре Лондона, Англия. Построенный импресарио Ричардом Д'Ойли Карт на доходы от его оперных постановок Гилберта и Салливана, он открылся 6 августа 1889 года. Он был первым в группе отелей и ресторанов Савой, принадлежащих семье Карт более века. Отель стал первым роскошным отелем в Великобритании, в котором было введено электрическое освещение по всему зданию, электрические лифты, ванные комнаты в большинстве роскошно обставленных номеров, постоянная горячая и холодная вода и многие другие инновации. Карт нанял Сезара Рица в качестве менеджера и Огюста Эскофье в качестве шеф-повара. Они установили беспрецедентный стандарт качества гостиничного обслуживания, развлечений и элегантных ресторанов, привлекая членов королевской семьи и других богатых и влиятельных гостей и посетителей.
Отель стал самым успешным детищем Карта. Его коллективы, Savoy Orpheans и Savoy Havana Band, стали знаменитыми, а среди других артистов (которые также часто были гостями) были Джордж Гершвин, Фрэнк Синатра, Лена Хорн и Ноэль Кауард. Среди других известных гостей были Эдуард VII, Оскар Уайльд, Энрико Карузо, Чарли Чаплин, Бейб Рут, Гарри Трумэн, Джоан Кроуфорд, Джуди Гарленд, Джон Уэйн, Лоуренс Оливье, Мэрилин Монро, Хамфри Богарт, Лучано Паваротти, Элизабет Тейлор, Барбра Стрейзанд, Боб Дилан, Бетт Мидлер, The Beatles и многие другие. Уинстон Черчилль часто обедал в отеле.
В настоящее время отелем управляет компания Fairmont Hotels and Resorts. Его называют самым знаменитым отелем Лондона. В отеле 267 номеров с панорамным видом на реку Темзу и ее набережную. Отель является зданием, внесенным в список Всемирного наследия ЮНЕСКО[уточнить].